# Max Pestalozzi
Max Pestalozzi   (18 de febrer de 1857 - Zúric, 8 de juny de 1925) fou un Mestre d'escacs suís.
Fill d'Adolf Salomon, banquer, i de Magdalena Berta Schulthess. Va ser matemàtic fins al 1889. De 1889 a 1921 va treballar per als Ferrocarrils Suïssos. Va ser cofundador i primer president del Schachgesellschaft Zürich, el club d'escacs més antic del món.
Va ser campió suís ex aequo els anys 1889, 1890 i 1901, i va derrotar Dietrich Duhm el 1900.